# Marije Cornelissen

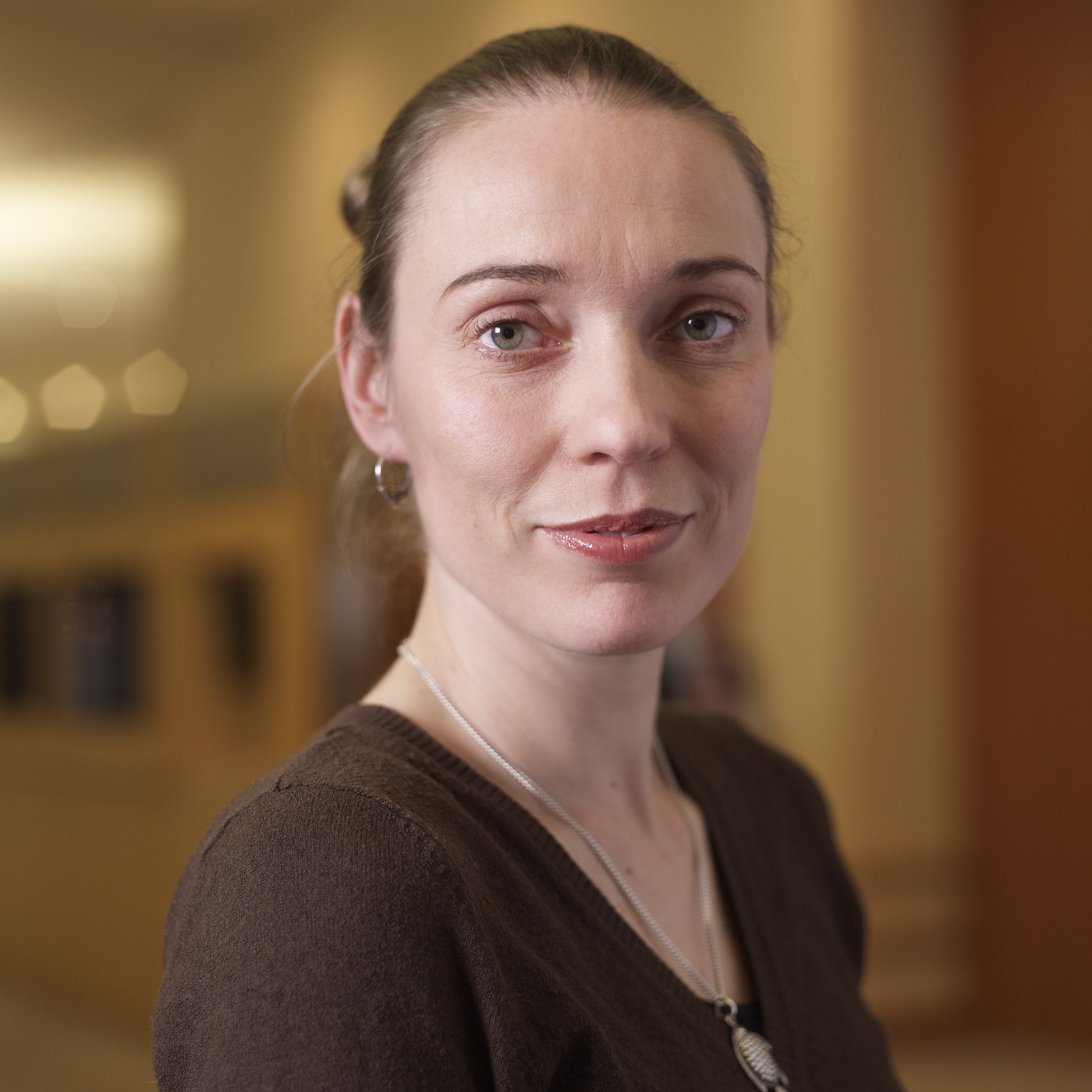
Marije Cornelissen (2010)

Marije Cornelissen (* 9. März 1974 in Stiens) ist eine niederländische Politikerin.

## Leben
Cornelissen wuchs in einer atheistischen Familie auf. Nach ihrer Schulzeit studierte sie Politik und internationale Beziehungen an der Universität Utrecht. Seit den 1990er Jahren ist Cornelissen politisch bei der Partei GroenLinks engagiert. 1996/1997 war sie als Mitarbeiterin für den Europapolitiker Nel van Dijk tätig. 2009 wurde Cornelissen in das Europaparlament gewählt, wo sie Mitglied für Die Grünen/Europäische Freie Allianz im Europäischen Parlament ist.
Cornelissen ist Mitglied im Ausschuss für Beschäftigung und soziale Angelegenheiten, im Ausschuss für die Rechte der Frau und die Gleichstellung der Geschlechter sowie in der Delegation im Gemischten Parlamentarischen Ausschuss EU-Kroatien und der Delegation für die Beziehungen zu Albanien, Bosnien und Herzegowina, Serbien, Montenegro sowie Kosovo. Stellvertreterin ist Cornelissen im Ausschuss für auswärtige Angelegenheiten.